# Clemente Micara
Clemente Micara (Frascati, 24 de diciembre de 1879-Frascati, 11 de marzo de 1965) fue un cardenal italiano de la Iglesia católica. Sirvió como vicario general de Roma desde 1951 hasta su muerte.

## Biografía

### Inicios en la Curia Romana
Nacido en Frascati, Micara asistió al Pontificio Seminario Romano, la Pontificia Universidad Gregoriana, la Pontificia Universidad Lateranense, y la Pontificia Academia Eclesiástica. Fue ordenado sacerdote el 20 de septiembre de 1902, y terminó sus estudios en 1904. Después de entrar en la Curia Romana, en la Secretaría de Estado de la Santa Sede en 1904, Micara fue nombrado secretario de la nunciatura en Argentina en 1909. 
En enero de 1910 fue creado Chambelán Privado de Su Santidad, y más tarde Prelado Doméstico de Su Santidad el 21 de agosto de 1918. Micara se hecho auditor de la nunciatura de Bélgica el 16 de abril de 1915, y de la nunciatura de Austria en 1916.

### Obispo y cardenal
El 7 de mayo de 1920, fue nombrado nuncio en Checoslovaquia y Arzobispo titular de Apamea en Siria, recibiendo su consagración de manos del cardenal Pietro Gasparri. Después de ser nombrado nuncio en Bélgica e internuncio en Luxemburgo el 30 de mayo de 1923, Micara recibió la Rosa de Oro de la Reina Isabel de Bélgica como representante papal el 10 de diciembre de 1925. Residió en Roma durante la ocupación nazi de Bélgica, luego de la cual reanudó su puesto.
El Papa Pío XII lo creó cardenal presbítero de Santa María sobre Minerva en el consistorio del 18 de febrero de 1946, y luego cardenal obispo de Velletri, el 13 de junio de ese mismo año, sin perder el título cardenalicio anterior. El 11 de noviembre de 1950, fue nombrado Prefecto de la Sagrada Congregación de Religiosos y Pro-Prefecto de la Sagrada Congregación de Ritos en la Curia Romana. En 1953, renunciaría a ambos cargos. Micara fue también presidente de la Pontificia Comisión de Arqueología Sacra desde 1951 hasta su muerte.

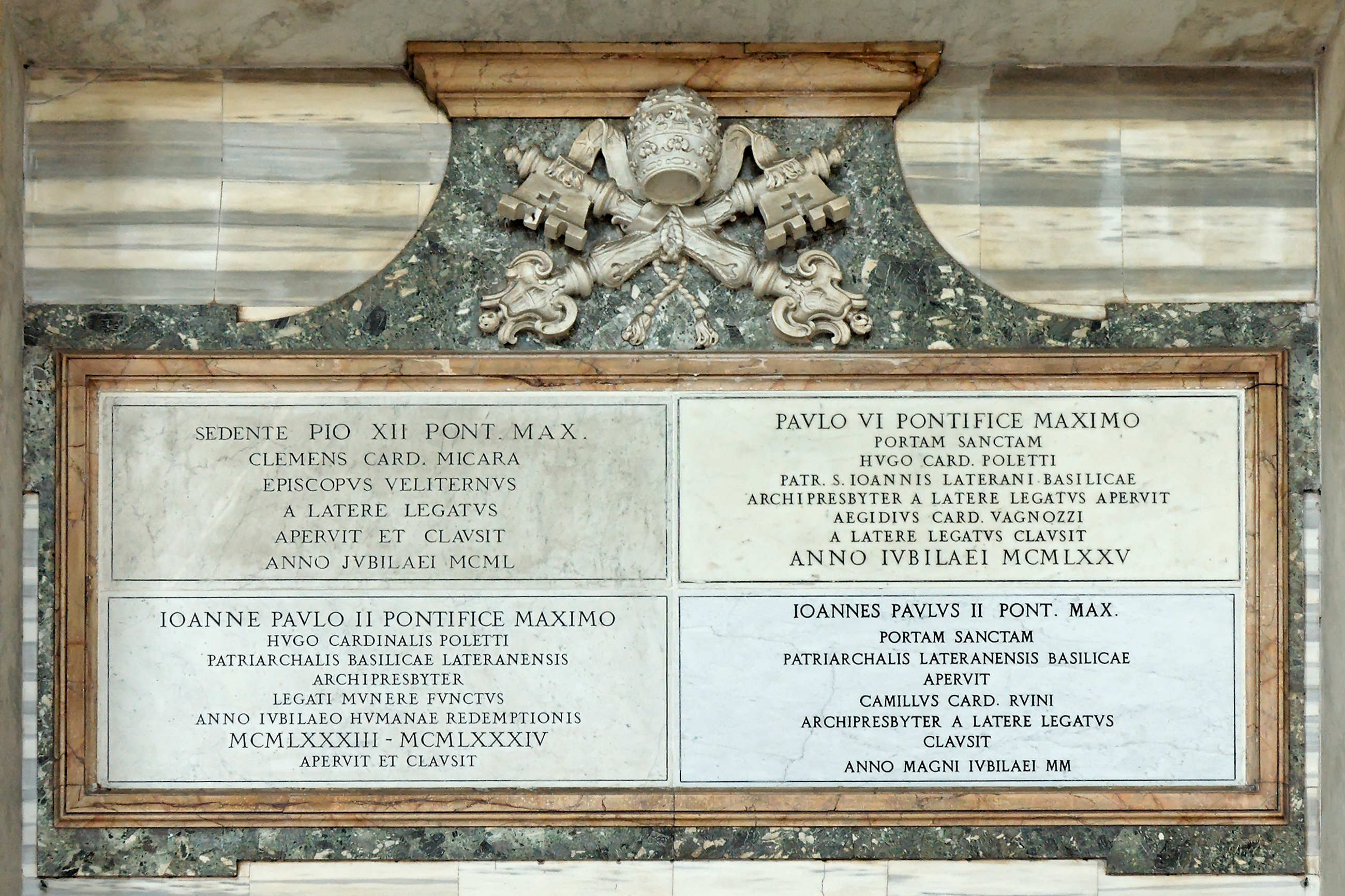
Inscripciones en el pórtico de la Archibasílica de San Juan de Letrán que conmemoran la apertura y cierre de la Puerta Santa. Junto al nombre del Papa Pío XII (jubileo de 1950), figura el nombre de Micara.

Micara fue nombrado Vicedecano del Colegio Cardenalicio, el 13 de enero de 1951, y vicario general de Roma el 26 de enero del mismo año. En su calidad de vicario general, Micara gobernó la diócesis de Roma, aunque sin el título de obispo de Roma, reservado para el Papa. Para las elecciones generales de Italia de 1953, instó a los católicos a (v)otar bien, votar como católicos, votar como romanos.
Luego de participar en el cónclave de 1958, que eligió como papa a Juan XXIII, Micara también participaría en el de 1963, que dio como nuevo pontífice a Pablo VI. Se hizo conocido como el "Gran Elector" en ambas elecciones, debido a su papel influyente dentro de la Curia, sobre todo para la elección del papa Pablo, del cual era amigo, consiguiendo los votos del conservadurismo. Visto como un progresista, el cardenal vivió lo suficiente para asistir a las tres primeras sesiones del Concilio Vaticano II, entre 1962 y 1964.
Murió después de una larga enfermedad, en Roma, a los 85 años, y se encuentra enterrado actualmente en la Basílica de Santa Maria sopra Minerva.